# Ultrafiolet
Ultrafiolet, nadfiolet, promieniowanie ultrafioletowe, promieniowanie nadfioletowe (skrót UV) – promieniowanie elektromagnetyczne o długości fali od 10 nm do 400 nm (niektóre źródła za ultrafiolet przyjmują zakres 100–400 nm), niewidzialne dla człowieka. Promieniowanie ultrafioletowe są to fale krótsze niż promieniowanie widzialne i dłuższe niż promieniowanie rentgenowskie. Zostało odkryte niezależnie przez niemieckiego fizyka, Johanna Wilhelma Rittera, i brytyjskiego chemika, Williama Hyde’a Wollastona, w 1801 roku.
Słowo „ultrafiolet” utworzone jest z łacińskiego słowa ultra (ponad, poza, dalej, więcej) i wyrazu „fiolet”, oznaczającego barwę o najmniejszej długości fali w świetle widzialnym. Dawniej było nazywane promieniowaniem pozafiołkowym lub nadfiołkowym.

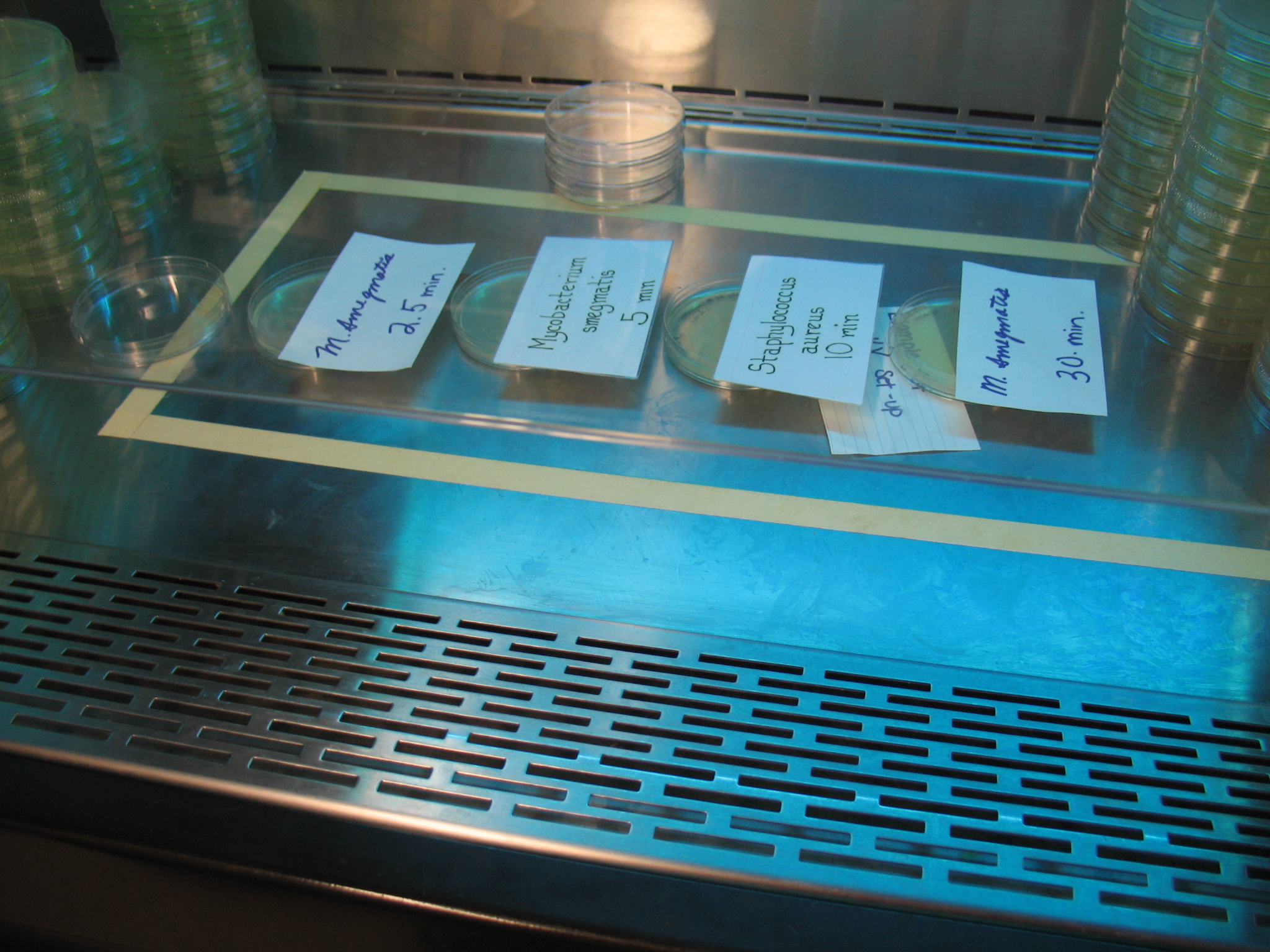
UV-C ma właściwości bakteriobójcze

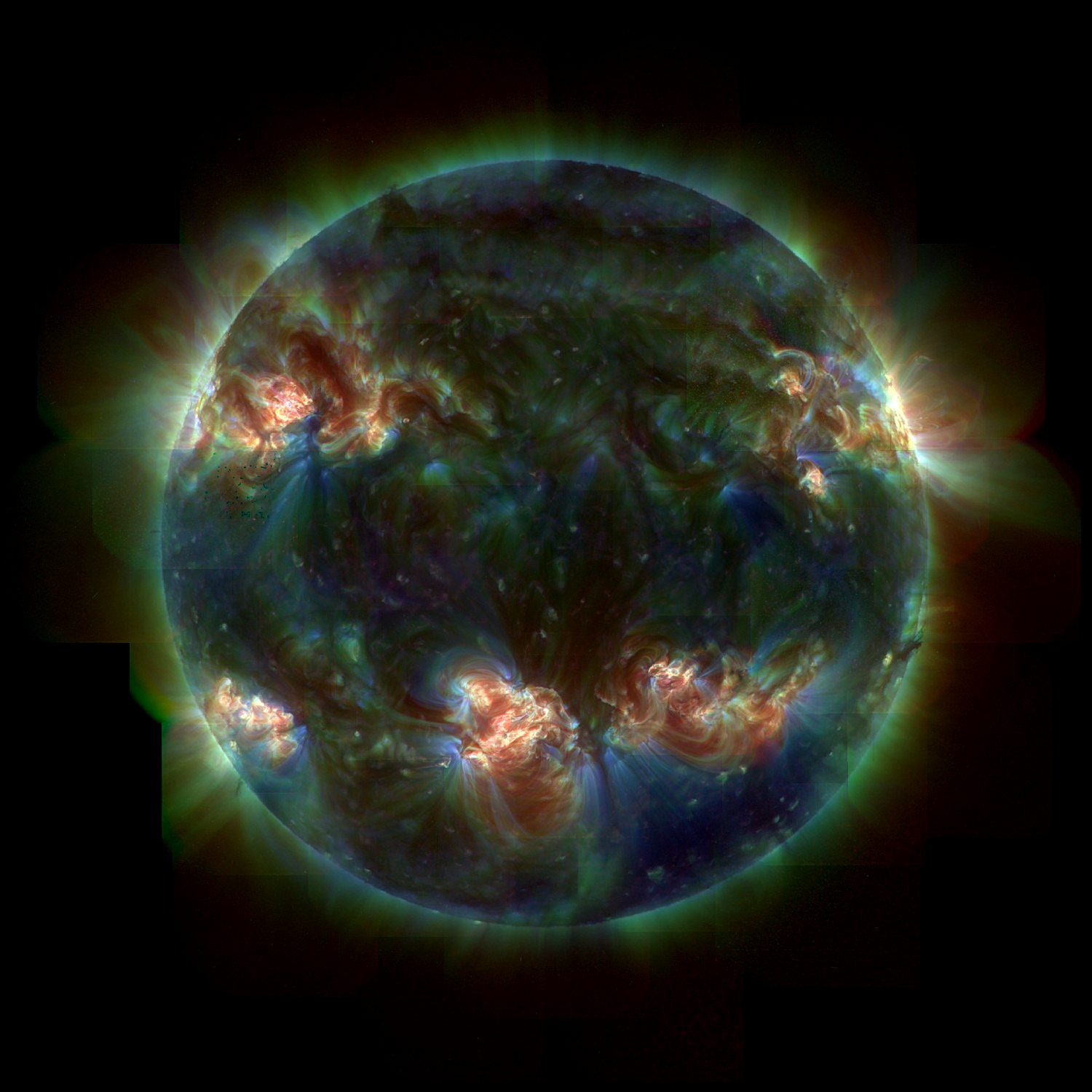
Zdjęcie Słońca wykonane przez satelitę TRACE. Różne kolory odpowiadają promieniom ultrafioletowym o różnych długościach fal emitowanych przez plazmę o różnej temperaturze.

## Zakresy promieniowania
Zarówno zakres całego ultrafioletu, jak i podziały na podzakresy, mają charakter umowny. Do celów spektroskopii stosuje się podział na ultrafiolet:
- skrajny – długość fali: 10–121 nm
- daleki – długość fali: 122–200 nm
- pośredni – długość fali: 200–300 nm
- bliski – długość fali: 300–400 nm

Ze względu na skutki działania promieniowania ultrafioletowego na organizmy żywe wyróżnia się:
- UV-C – długość fali: 100–280 nm
- UV-B – długość fali: 280–315 nm
- UV-A – długość fali: 315–380 nm

## Słońce i atmosfera Ziemi
Słońce emituje ultrafiolet w zakresie UV-A, UV-B i UV-C (promieniowanie słoneczne), ale ziemska atmosfera pochłania całkowicie UV-C oraz część UV-B w warstwie ozonowej. W efekcie około 97% ultrafioletu, który dociera do powierzchni Ziemi, to UV-A.

## Biologia

### Adaptacja
Pierwotne ssaki mogły odbierać ultrafiolet za pomocą receptorów SWS1, jednak większość utraciła tę zdolność ze względu na nocny tryb życia przodków. Współcześnie ultrafiolet mogą odbierać niektóre gatunki gryzoni, nietoperzy i torbaczy oraz renifery. Te ostatnie dlatego, że żyją w Arktyce, gdzie ultrafiolet działa szczególnie intensywnie (cieńsza warstwa ozonowa i odbijanie od śniegu); są też wyjątkowo odporne na uszkodzenia wzroku spowodowane promieniowaniem o tej długości fali. Korzyść ewolucyjna z widzenia ultrafioletu dla reniferów to możliwość dostrzeżenia porostów (pokarm) i wilków (polujących na renifery), które pochłaniają ultrafiolet.
Niektóre owady, na przykład pszczoły, widzą promieniowanie ultrafioletowe. Również rośliny mają specjalne receptory, które reagują na ultrafiolet.
Ludzka soczewka blokuje większość światła o długości fali 300–400 nm (krótsze blokuje rogówka), z tego też powodu ludzie nie widzą ultrafioletu (nadfioletu). Fotoreceptory siatkówki są jednak wrażliwe na bliski nadfiolet, więc ludzie z afakią (pozbawieni soczewki) postrzegają go jako białawy niebieski lub białawy fiolet, prawdopodobnie dlatego, że wszystkie trzy typy czopków są w przybliżeniu tak samo czułe na nadfiolet, ale niebieskie nieco bardziej. Może to wyjaśniać zmianę kolorów używanych przez impresjonistę Moneta po operacji zaćmy w 1923.

### Wpływ na zdrowie człowieka
Promieniowanie UV-A jest mniej szkodliwe niż promieniowanie z pozostałych zakresów, ale uszkadza włókna kolagenowe w skórze, co przyspiesza procesy starzenia. Długoletnia ekspozycja na duże dawki promieniowania UV-A może powodować zaćmę (tzw. zaćma fotochemiczna), czyli zmętnienie soczewki. Nie dotyczy to promieniowania UV o innych częstotliwościach, ponieważ jest ono pochłaniane w całości przez rogówkę.
Promieniowanie UV-B powoduje wytwarzanie witaminy D3 w skórze, przeciwdziałając w ten sposób powstawaniu krzywicy. Aby proces ten mógł zachodzić, potrzebna jest pewna minimalna dawka UV-B. Promieniowanie w tym zakresie w zbyt dużej dawce może powodować rumień skóry, objawy alergiczne, a także nowotwory złośliwe skóry, w tym najbardziej agresywnego czerniaka oraz mniej agresywne guzy, na przykład raka podstawnokomórkowego skóry i raka płaskonabłonkowego. 
Promieniowanie UV-C, a także UV-B, może prowadzić do uszkodzenia łańcuchów DNA, w wyniku czego dochodzi do mutacji. W warunkach prawidłowych większość uszkodzeń DNA jest usuwana przez systemy naprawcze. Osoby obarczone wadami tych systemów naprawy bardzo często chorują na nowotwory skóry.
Ustalone są najwyższe dopuszczalne wartości skuteczne napromienienia skóry (napromieniowanie erytemalne) i oczu (napromieniowanie koniunktywalne).

## Astronomia
Z powodu zbyt silnego pochłaniania dalekiego ultrafioletu przez atmosferę ziemską obserwacje ciał niebieskich w tym zakresie nie mogły być prowadzone, aż do czasu wyniesienia przyrządów astronomicznych w kosmos. Dopiero wyniesienie ponad atmosferę teleskopów, w szczególności teleskopu Hubble’a, pozwoliło na obserwację ciał niebieskich emitujących ultrafiolet.

## Zastosowania
W świetlówkach ultrafiolet wytwarzany jest z użyciem rozprężonych par rtęci, przez które płynie prąd elektryczny. Luminofor pochłania to promieniowanie i emituje światło białe. Ultrafiolet powoduje fluorescencję wielu substancji chemicznych. To zjawisko można wykorzystać do analizy zabezpieczonych przed podrobieniem banknotów albo przy oględzinach miejsca zbrodni. Fluorescencyjne znaczniki mogą służyć do oznaczania badanych substancji organicznych, dzięki czemu można łatwo obserwować ich przemiany w organizmach żywych. Ponadto ultrafiolet typu C ma właściwości bakteriobójcze.
Promieniowanie ultrafioletowe pozwala na wykonanie w technice fotolitografii półprzewodnikowych układów scalonych. Dzięki temu można uzyskać rozdzielczość struktury procesorów rzędu długości fali promieniowania ultrafioletowego (w 2014 roku Intel wprowadził procesory wytwarzane w litografii 14 nm).
W kosmetyce, lampy emitujące promieniowanie ultrafioletowe, wykorzystuje się w solarium do sztucznego opalania, stosowana jest również jako utwardzacz lakierów hybrydowych i żelowych.